# Lust for Life (canção de Lana Del Rey)
"Lust for Life" é uma canção da artista musical estadunidense Lana Del Rey, gravada para o seu quinto álbum de estúdio de mesmo nome (2017). Conta com a participação do cantor canadense The Weeknd, e foi composta por ambos em conjunto com Rick Nowels e Max Martin, sendo produzida por Del Rey, Nowels, Kerion Menzies e Dean Reid. O seu lançamento como o segundo single do disco ocorreu em 19 de abril de 2017, através das gravadoras Polydor e Interscope.

## Lançamento
"Lust for Life" estava prevista para ser lançada em 19 de maio de 2017, de acordo com o portal da revista Music Week. O seu lançamento, porém, ocorreu um mês antes, estreando no programa do radialista MistaJam na BBC Radio 1 e sendo disponibilizada para download digital e streaming horas depois.

## Faixas e formatos
| Download digital |                                  |         |  |
| N.º              | Título                           | Duração |  |
| 1.               | "Lust for Life" (com The Weeknd) | 4:24    |  |

## Créditos
Todo o processo de elaboração de "Lust for Life" atribui os seguintes créditos:
Gravação e publicação
- Gravada entre 2017 e 2017 nos The Green Building (Los Angeles, Califórnia) e Hampstead Studios (Londres)
- Masterizada nos Gateway Mastering Studios (Portland, Maine)
- Publicada pelas empresas Songs Music Publishing em nome da Songs of SMP (ASCAP), MXM (administrada pela Kobalt) (ASCAP), R-Rated Music (administrada pela EMI April Music Inc (Global Music Rights) e Sony/ATV Music Publishing (ASCAP)
- A participação de The Weeknd é uma cortesia da XO/Republic Records

Produção
| - Lana Del Rey: composição, produção, vocalista principal, vocalista de apoio - The Weeknd: composição, vocalista participante - Rick Nowels: composição, produção, piano, mellotron, sintetizadores - Dean Reid: produção, bateria, percussão, baixo elétrico, guitarra sintetizada, programação de sintetizadores, vocoder, efeitos sonoros, engenharia, mixagem - Kieron Menzies: composição, produção, bateria, percussão, teclados, sintetizadores, cordas, loop de fita, engenharia, mixagem - Max Martin: composição, co-produção, baixo Juno | - Ali Payami: bateria, programação - Zac Rae: sintetizadores - Mighty Mike: bongô - David Levita: guitarra elétrica - Jordan Stilwell: engenharia - Trevor Yasuda: engenharia - Adam Ayan: engenharia de masterização |

## Desempenho nas tabelas musicais

### Posições
| Tabela musical (2017)                                  | Melhor posição |
| ------------------------------------------------------ | -------------- |
| Alemanha (Media Control Charts)                        | 65             |
| Austrália (ARIA Charts)                                | 44             |
| Áustria (Ö3 Austria Top 40)                            | 51             |
| Bélgica (Ultratip de Flandres)                         | 20             |
| Bélgica (Ultratip da Valônia)                          | 25             |
| Canadá (Canadian Hot 100)                              | 39             |
| Escócia (The Official Charts Company)                  | 29             |
| Eslováquia (IFPI Slovenská Republika)                  | 24             |
| Espanha (Productores de Música de España)              | 22             |
| Estados Unidos (Billboard Hot 100)                     | 64             |
| Estados Unidos (Rock Songs)                            | 4              |
| Finlândia (IFPI Finlândia)                             | 11             |
| França (Syndicat National de l'Édition Phonographique) | 19             |
| Irlanda (Irish Recorded Music Association)             | 33             |
| Itália (Federazione Industria Musicale Italiana)       | 58             |
| Nova Zelândia (NZ Top 10 Heatseekers Singles)          | 1              |
| Reino Unido (UK Singles Chart)                         | 38             |
| Chéquia (IFPI Česká Republika)                         | 35             |
| Suécia (Sverigetopplistan)                             | 29             |
| Suíça (Schweizer Hitparade)                            | 48             |

## Histórico de lançamento
| País           | Data                | Formato           | Gravadora(s)        |
| -------------- | ------------------- | ----------------- | ------------------- |
| Mundo          | 19 de abril de 2017 | Estreia em rádio  | Polydor, Interscope |
| Alemanha       | 19 de abril de 2017 | Download digital  | Vertigo, Capitol    |
| Austrália      | 19 de abril de 2017 | Download digital  | Interscope          |
| Brasil         | 19 de abril de 2017 | Download digital  | Interscope          |
| Canadá         | 19 de abril de 2017 | Download digital  | Interscope          |
| Estados Unidos | 19 de abril de 2017 | Download digital  | Interscope          |
| Nova Zelândia  | 19 de abril de 2017 | Download digital  | Interscope          |
| Portugal       | 19 de abril de 2017 | Download digital  | Polydor             |
| Reino Unido    | 19 de abril de 2017 | Download digital  | Polydor             |
| Países Baixos  | 22 de abril de 2017 | Rádios mainstream | Interscope          |
| Itália         | 28 de abril de 2017 | Rádios mainstream | Universal           |
| Reino Unido    | 28 de abril de 2017 | Rádios mainstream | Polydor             |